# Melanempis atra
Melanempis atra är en biart som först beskrevs av Henri Saussure 1890.  Melanempis atra ingår i släktet Melanempis och familjen långtungebin. Inga underarter finns listade i Catalogue of Life.